# Mathias Dzon
Mathias Dzon (ur. 1947) – kongijski polityk, minister finansów w latach 1997-2002. Dyrektor w Banku Państw Afryki Centralnej (BEAC). Przewodniczący Unii Patriotycznej na rzecz Odnowy Narodowej (UPRN). Kandydat w wyborach prezydenckich w 2009.

## Życiorys
Mathias Dzon urodził się w Gambomie. Ukończył liceum techniczne w Brazzaville. Następnie studiował nauki ekonomiczne na Université de Nantes we Francji oraz ekonomię na paryskiej Sorbonie. W 1978 rozpoczął pracę w Banku Pamstw Afryki Centralnej (BEAC). W 1979 został dyrektorem narodowym BEAC w Brazzaville. W latach 1985–1995 zajmował stanowisko dyrektora generalnego Międzynarodowego Banku Konga (BIDC).
Na początku lat 90. XX w. został przewodniczącym Unii Patriotycznej na rzecz Odnowy Narodowej (UPRN). Z jej ramienia dostał się do Zgromadzenia Narodowego. Początkowo UPRN nie popierała ani rządu, ani opozycji. We wrześniu 1994 przystąpiła do Sił Demokratycznych i Patriotycznych, koalicji partii wspierających prezydenta Denisa Sassou-Nguesso. Po powrocie do władzy Sassou-Nguesso w 1997, Dzon 2 listopada 1997 został mianowany ministrem finansów i budżetu. 12 stycznia 1999 w nowym rządzie objął stanowisko ministra gospodarki, finansów i budżetu.
W kwietniu 2000 Dzon oskarżył swoich przeciwników politycznych o próbę otrucia go, po tym jak w jego ubraniu wykryto wstrzykniętą substancję paraliżującą. Stwierdził, że dokonano tego w czasie odprawy na lotnisku Maya-Maya w trakcie jego lotu na konferencję MFW do Waszyngtonu.
Dzon wziął udział w wyborach parlamentarnych w maju 2002. Jednak zaraz po głosowaniu, razem z 11 innymi kandydatami, został zdyskwalifikowany przez Narodową Komisję Wyborczą. Został oskarżony o rozpowszechnianie wśród swoich zwolenników sfałszowanych dokumentów, umożliwiających głosowanie. Po wyborach nie znalazł się w nowym gabinecie i 20 sierpnia 2002 opuścił stanowisko ministra finansów.
Po odejściu z rządu, 14 maja 2003 objął stanowisko Dyrektora Narodowego ds. Konga w Banku Państw Aryki Centralnej (BEAC). W czerwcu 2007 UPRN zbojkotowała wybory parlamentarne. W październiku 2007 dołączyła do koalicji partii opozycyjnych, Sojuszu na rzecz Republiki i Demokracji (ARD). 

### Wybory prezydenckie 2009
25 czerwca 2008 ARD ogłosił Mathiasa Dzona swoim kandydatem w wyborach prezydenckich w 2009. 22 września 2008 Dzon został oficjalnie zatwierdzony jako kandydat ARD. 19 czerwca 2009 Sąd Konstytucyjny, z powodu niespełnienia wymogów konstytucyjnych, zakazał udziału w wyborach czterem kandydatom opozycji, w tym Ange Édouardowi Poungui. Uczyniło to z Mathiasa Dzona najpoważniejszego konkurenta urzędującego prezydenta Denisa Sassou-Nguesso.
10 lipca Dzon i pięciu innych kandydatów opozycji wezwało władze do przełożenia terminu wyborów z powodu wadliwych list wyborców. Argumentowali, że na listach znaleźli się wyborcy, którzy nie byli uprawnieni do głosowania, zmarli lub w ogóle nie istnieli. 12 lipca Dzon i 5 pozostałych kandydatów wezwali wyborców do bojkotu wyborów i pozostania w domu. Według władz do udziału w głosowaniu zostało zarejestrowanych ponad 2 mln obywateli, co zdaniem Kongijskiej Organizacji Praw Człowieka (OCDH) było liczbą "groteskową" i przewyższało rzeczywistą liczbę wyborców.
Według wyników wyborów Mathias Dzon zdobył tylko 2,3% głosów poparcia. Wybory zdecydowanie wygrał urzędujący prezydent Denis Sassou-Nguesso, otrzymując poparcie wynoszące 78,6% głosów.